# Korpilombolo
Korpilombolo est une localité suédoise de la commune de Pajala située dans le comté de Norrbotten.
Sa population était de 518 habitants en 2019.